# Oskar Rosenfelder
Oskar Rosenfelder (* 7. Juni 1878 in Bamberg; † 7. Oktober 1950 ebenda) war ein deutscher Papierfabrikant und der Erfinder der Papiertaschentücher Tempo.

## Leben
Oskar Rosenfelder wurde in Bamberg als Sohn des Hopfenhändlers Issak Rosenfelder geboren. Die Familie war jüdisch. Seine Brüder waren Emil Rosenfelder und Karl Rosenfelder. Er war verheiratet mit Hedwig geb. Nußbaum (* 1. Juni 1886 Nürnberg). Das Paar hatte zwei Söhne, Hans Alex (* 16. März 1912 Nürnberg) und Erich (* 29. Dezember 1914 Nürnberg). Bis zur Flucht aus Deutschland lebte die Familie in Nürnberg, Am Maxfeld 175.

## Unternehmen
1905 erschien im Branchenverzeichnis des Bamberger Adressbuchs der Eintrag „Bamberger Closetpapierfabrik GmbH im Kaipershof 1“. Oskar Rosenfelder und sein Bruder Emil stiegen als Gesellschafter ein. Den Betrieb verkauften die Brüder 1906 an Georg Kailing und Leonhard Hahn, um die Vereinigte Papierwerke Heroldsberg AG zu gründen, deren Hauptaktionäre sie wurden. Der Verwaltungssitz befand sich in der Fürerstr. 45 in Nürnberg, produziert wurde in Heroldsberg und später auch in Forchheim.
Am 29. Januar 1929 ließ Oskar Rosenfelder das Warenzeichen Tempo beim Reichspatentamt in Berlin anmelden; die Eintragung unter der Warenzeichennummer 407752 erfolgte am 18. September und die Veröffentlichung im Warenzeichenblatt am 15. Oktober 1929. Die Wortmarke „Tempo“ entsprach ganz dem Zeitgeist der 1920er Jahre, Rosenfelder und sein Bruder Emil empfanden die Zeit als schnelllebig.

## Arisierung und Vertreibung
Rosenfelder zählte bis zur Machtergreifung der Nationalsozialisten zu den angesehensten Unternehmern Nürnbergs. Bereits kurz danach begann der Terror: Zunächst forderte der Heroldsberger NSDAP-Ortsgruppenleiter Lorenz Goldfuß von Rosenfelder unter dem Vorwand, er habe Kantinengeld unterschlagen, unter Anwendung körperlicher Gewalt und Terror 24.000 Reichsmark. Rosenfelder wurde von drei Bewaffneten aus der Fabrik zur Bank eskortiert, wo er 12.000 Reichsmark abhob und an Goldfuß auszahlte. Im September 1933 initiierte Julius Streicher in seinem antisemitischen Hetzblatt Der Stürmer eine Kampagne gegen die sog. „Camelia-Brüder“, da das Unternehmen, das vollständig im Besitz jüdischer Aktionäre war, auch die Marke „Camelia“ (Damenbinden) vertrieb.
Nur knapp vor der geplanten Verhaftung gelang es den Rosenfelders durch den Wink eines Mitarbeiters im August 1933 vor den Nazis aus Deutschland zu flüchten. Sie hatten vorher noch versucht, durch eine Unternehmensgründung in Großbritannien die Besitz- und Verfügungsrechte des deutschen Unternehmens dorthin zu übertragen. Die Staatsanwaltschaft Nürnberg eröffnete jedoch ein Verfahren wegen angeblichen Devisenvergehens und beantragte die Beschlagnahmung des inländischen Vermögens, dem das Landgericht Nürnberg-Fürth kurze Zeit später folgte. Es wurde ein Abwesenheitspfleger bestellt und die Deutsche Bank, die den Brüdern noch kurz zuvor ein Darlehen gewährt hatte, suchte nun einen Käufer für das Aktienpaket, das als Sicherheit für den Kredit hinterlegt worden war. So wurde dem nationalsozialistischen Ziel entsprechend die Arisierung des Unternehmens eingeleitet. Das Aktienpaket ging für einen Bruchteil seines tatsächlichen Werts an einen der größten Unternehmer in der NS-Zeit: Gustav Schickedanz in Fürth, Gründer des Versandhauses Quelle und NSDAP-Stadtrat. Schickedanz galt „als Günstling der Gauleitung“; er kaufte im Jahr 1934 das Aktienpaket zu einem Kurs von 110 %, der tatsächliche Wert hätte mindestens 140 % des Nominalwerts der Aktien betragen. Durch den Kauf hatte sich Schickedanz in eine nicht unerhebliche Abhängigkeit von den lokalen NSDAP-Parteigrößen begeben, was er durch eine Parteispende von 20.000 Reichsmark kompensierte.
Im April 1937 wurden Emil, Oskar und Paul Rosenfelder vom Deutschen Reich ausgebürgert.

## Nach dem Zweiten Weltkrieg
Die geschädigten und in die Emigration getriebenen jüdischen Eigentümer versuchten nach dem Zusammenbruch des NS-Staates ihre Rechte geltend zu machen. Emil Rosenfelder starb bereits 1945/1946 und 1950 auch Oskar Rosenfelder, der Schickedanz vorwarf, die Aktienmajorität völlig unentgeltlich in seinen Besitz gebracht zu haben. „Schickedanz erhielt nach dem Ende der NS-Herrschaft zunächst Berufsverbot“ und wurde 1949 als Mitläufer eingestuft, „worauf er relativ schnell wieder als Unternehmer tätig sein durfte. Von seinem Gesamtbesitz in Höhe von 9.331.735 D-Mark waren lt. der Klageschrift der Berufungskammer Nürnberg-Fürth über 7 Millionen D-Mark aus jüdischem Besitz an ihn gelangt. 1951 zahlte der Versandhausunternehmer den Rosenfelder-Erben 3,25 Millionen DM Entschädigung“.